# Macradenia paraensis
Macradenia paraensis är en orkidéart som beskrevs av João Barbosa Rodrigues. Macradenia paraensis ingår i släktet Macradenia och familjen orkidéer. Inga underarter finns listade i Catalogue of Life.